# Belinda
Belinda Peregrín Schüll (n. 15 august, 1992, Madrid, Spania), este o cântăreață și actriță hispano-mexicană, nominalizată a Latin Grammy Award.

## Viața personală
Belinda s-a născut în Madrid pe 15 august 1992 dintr-un tată spaniol, Ignacio Peregrín și dintr-o mamă franțuzoaică, Belinda Schüll.

## Televiziune
La o vârstă foarte fragedă Belinda a arătat un mare talent pentru cântare, actorie și pentru videoclipurile regizate. Când avea 10 ani, ea a apărut în prima sa televiziune intitulată ¡Amigos X Siempre!, făcut de Televisa în Mexic.
În 2006 Belinda s-a întors pe micile ecrane în Disney Channel Original Movie The Cheetah Girls 2 jucând rolul lui Marisol. Filmul a fost premiat în 25 august 2006 și a primit un total de 8.1 milioane de spectatori .

## Discografie
- 2003: Belinda
- 2006: Utopía
- 2010: Carpe Diem
- 2013: Catarsis

## Filmografie
| Film        | Film                              | Film                                      | Film                         |
| An          | Film                              | Rol                                       | Note                         |
| ----------- | --------------------------------- | ----------------------------------------- | ---------------------------- |
| 2006        | Felinele 2: Aventuri în Spania    | Marisol Durán                             | Film Original Disney Channel |
| 2008        | Despereaux: Un Pequeño Gran Héroe | Princess Pea                              | ...                          |
| 2017        | Baywatch                          | Carmen                                    |                              |
| Televiziune |                                   |                                           |                              |
| An          | Titlu                             | Rol                                       | Note                         |
| 2000        | ¡Amigos X Siempre!                | Ana Capistrán Vidal                       | Rol principal                |
| 2001        | Aventuras En El Tiempo            | Violeta/Rosenda                           | Rol principal                |
| 2002        | Cómplices Al Rescate              | Mariana Cantú/Sillvana Del Valle          | Rol principal                |
| 2004        | Corazones al límite               | Elena 'Elenita' Arellano Gómez            | Supporting Role              |
| 2009        | Camaleones                        | Valentina Izaguirre / Valentina Jaramillo | Rol principal                |

## Premii
2000
- Palmes d'Or-Child-Best Actress – Câștigător

2001
- TV y Novelas Awards – Best Artist-disclosure – Câștigător
- Premios Eres-Singer and Best Actress – Câștigător

2002
- Hey Soloist Awards – Best Grupero (Mariana / Cómplices Al Rescate) – Nominat

2003
- Latin Grammy Awards – Best Children's Album [Cómplices Al Rescate] – Nominat
- Premios Tu Musica [Puerto Rico] – Revelation of the Year – Câștigător

2004
- MTV Video Music Awards Latinoamerica – Best New Artist – Câștigător
- MTV Video Music Awards Latinoamerica – Best Artist North – Nominat
- Oye Awards – Best Pop Singer – Câștigător

- Oye Awards – Album of the Year [Belinda] – Nominat
- Oye Awards – Video of the Year [Ángel] – Nominat
- Billboard Awards – Album of the Year: Pop Category – Nominat

2005
- Premios Juventud – Combinacion Perfecta – Nominat
- MTV Video Music Awards Latinoamerica – Best Pop Artist – Nominat
- MTV Video Music Awards Latinoamerica – Best Female Artist – Nominat
- Oye Awards – Video of the Year [Muriendo Lento] – Câștigător
- Oye Awards – Song of the Year (Muriendo Lento) – Nominat
- TV y Novelas Awards – Best Song (Vivir) – Nominat

2007
- Lo Nuestro Awards – Video of the Year – Nominat
- Juventud Awards – Favorite Rock Artist – Nominat
- Orgullosamente Latino Awards – Latin Solo of the Year – – Nominat
- Oye Awards – Best Female Solo Singer – Câștigător
- Oye Awards – Best Basic 40 – Nominat
- Latin Grammy Awards – Song of the Year (Bella Traición) – Nominat
- Latin Grammy Awards – Best Female Pop Album – Nominat
- MTV Video Music Awards Latinoamerica – Best Solo Artist – Câștigător
- MTV Video Music Awards Latinoamerica – Best Pop Artist – Nominat
- MTV Video Music Awards Latinoamerica – Best Artist North – Nominat
- MTV Video Music Awards Latinoamerica – Video of the Year (Bella Traicion) – Câștigător
- MTV Video Music Awards Latinoamerica – Fashionista – Nominat
- MTV Video Music Awards Latinoamerica – Artist of the Year – Nominat
- Latin Music and Sports Awards – Best Artist New Generation of the Year – Câștigător
- Premios Principales España – Best Artist International – Nominat
- Premios Principales España – Best Artist Mexico – Nominat
- Mi TRL Awards – CHICA OF THE YEAR (Female of the year) – Nominat
- Mi TRL Awards –  “YOU COMPLETE ME” AWARD (CO-HOST OF THE YEAR) – Nominat
- Mi TRL Awards –  “SHOULD HAVE DVR’D IT” AWARD (SURPRISING MOMENT) – Nominat
- Terra Awards – Song of the Year (Bella Traición) – Câștigător
- Terra Awards – Better disclosure artist of the year – Nominat

2008
- Premio Lo Nuestro 2008 – Female Artist (Pop) – Câștigător
- TRL Awards Italia – Best New Artist – Nominat
- Premios Juventud – Pop Artist – Nominat
- Premios Juventud – Rock Artist – Nominat
- Orgullosamente Latino – Best Latin Singer – Nominat
- Premios Principales España – Best Artist International – Nominat
- Premios Principales España – Best International Song – Bella Traicion – Nominat

2010
- TV y Novelas Awards – Best Song (Sal de Mi Piel) – Nominat
- TV y Novelas Awards – Best Teen Actress – Nominat